# Pjatro Krautschanka

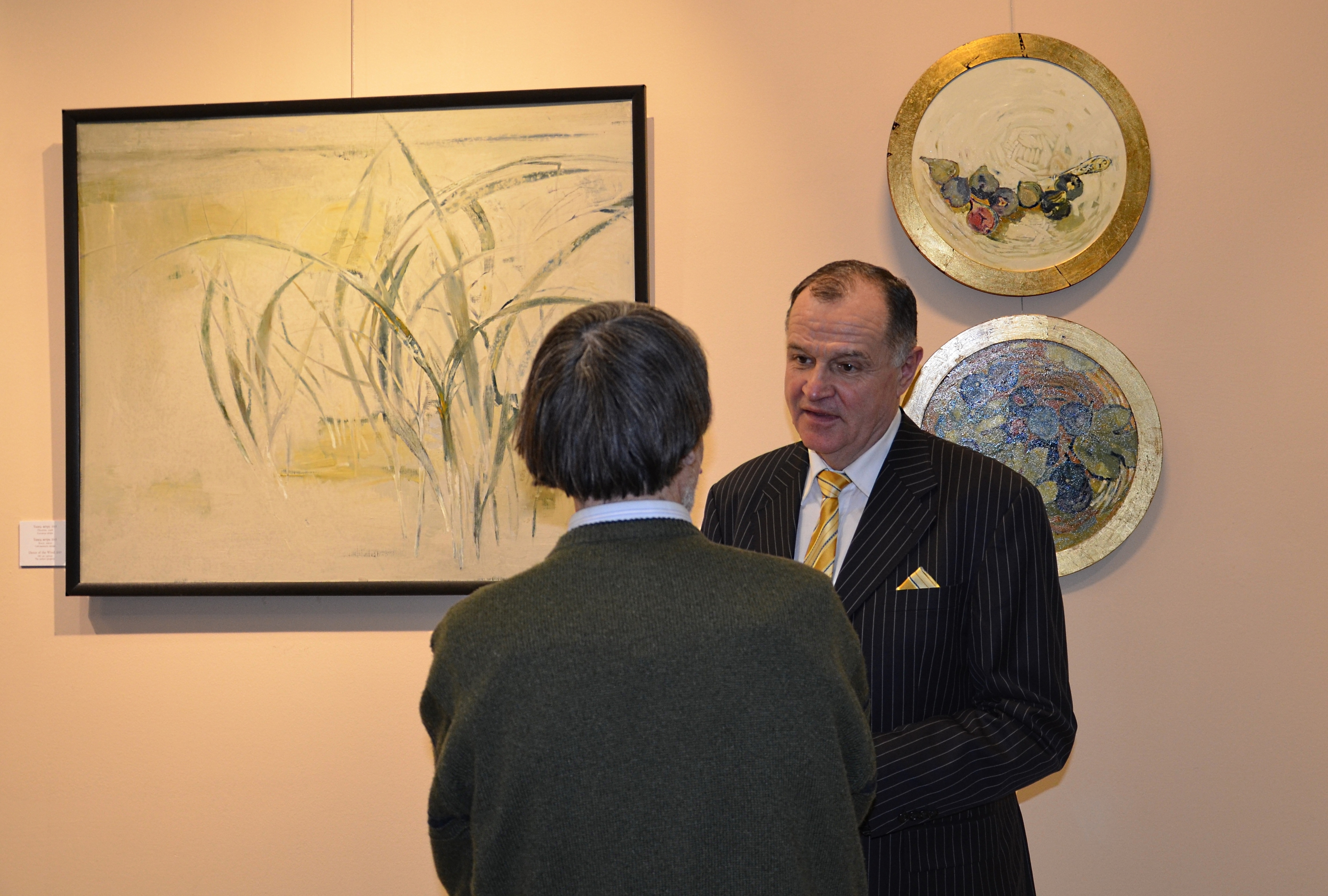
Pjatro Krautschanka (2015)

Pjatro Krautschanka (* 13. August 1950 in Smaljawitschy, Minskaja Woblasz, Weißrussische Sozialistische Sowjetrepublik, Sowjetunion) ist ein belarussischer Politiker und Diplomat.
Krautschanka studierte bis 1972 an der Belarussischen Staatlichen Universität in Minsk und erlangte 1976 den akademischen Grad eines Doktors (Kandidat) der Geschichtswissenschaften. Ab 1975 war er an der Minsker Universität als Dozent tätig. Im Jahr des Amtsantritts Michail Gorbatschows als Generalsekretär der KPdSU 1985 trat auch Krautschanka in die Politik ein. Er übernahm in diesem Jahr das Amt des Sekretärs der städtischen Organisation der KPdSU in Minsk.
Am 17. Juli 1990, zehn Tage bevor das weißrussische Parlament die Weißrussische Sowjetrepublik für „souverän“ erklärte, wurde Krautschanka zum Außenminister der Unionsrepublik ernannt. Mit dem Zerfall der Sowjetunion wurde er so zum ersten Außenminister der unabhängigen Republik Belarus. 1994 löste ihn Uladsimir Sjanko ab. Von 1998 bis 2002 war Krautschanka Botschafter von Belarus in Japan, ab 1999 auch mit Zuständigkeit für die Philippinen.